# حارة فحمان (مودية)
فحمان هي إحدى حارات حي فحمان بمدينة مودية التابعة لمحافظة أبين، بلغ تعداد سكانها 3032 نسمة حسب تعداد اليمن لعام 2004.